# Clásica de San Sebastián 2008
28. edycja Clásica de San Sebastián odbyła się 2 sierpnia 2008 roku. Trasa tego hiszpańskiego, jednodniowego wyścigu liczyła 225 km ze startem i metą w San Sebastián.
Zwyciężył reprezentant Hiszpanii Alejandro Valverde z grupy Caisse d’Epargne.

## Wyniki
| M-ce | Imię i nazwisko      | Kraj      | Drużyna           | Czas                        |
| ---- | -------------------- | --------- | ----------------- | --------------------------- |
| 1.   | Alejandro Valverde   | Hiszpania | Caisse d’Epargne  | 5h 29' 11" (41,01 km/godz.) |
| 2    | Aleksander Kołobniew | Rosja     | Team CSC          | + 0"                        |
| 3    | Davide Rebellin      | Włochy    | Gerolsteiner      | + 0"                        |
| 4    | Paolo Bettini        | Włochy    | Quick Step        | + 0"                        |
| 5    | Franco Pellizotti    | Włochy    | Liquigas          | + 0"                        |
| 6    | Denis Mienszow       | Rosja     | Rabobank          | + 0"                        |
| 7    | Samuel Sánchez       | Hiszpania | Euskaltel-Euskadi | + 0"                        |
| 8    | Stéphane Goubert     | Francja   | Ag2r-La Mondiale  | + 0"                        |
| 9    | Haimar Zubeldia      | Hiszpania | Euskaltel-Euskadi | + 2"                        |
| 10   | David Moncoutié      | Francja   | Cofidis           | + 2"                        |